# Izvršna datoteka
Izvršna datoteka je datoteka koja sadrži programski kôd u obliku namijenjen izvršavanju, dakle radi se o datoteci koja nije čitljiva ljudima, nego računalima. Izvršne datoteke kao i ostale specijalne datoteke imaju zaglavlje po kojem se prepoznaje o kojem se tipu izvršne datoteke radi.

## Podjela po operacijskim sustavima

### Linux/Unix
Izvršne datoteke na Linuxu su tipično u ELF formatu, iako na drugim Unixima postoje i neki drugi formati (a.out, COFF, ECOFF, XCOFF). Klasično GCC prevoditelj, ako mu nije zadano ime izlazne datoteke, defaultno stvara izvršnu datoteku imena a.out, što je nasljeđe a.out formata. Na Linuxu nije bitan nastavak imena datoteke, nego su bitni zaglavlje i x dopuštenje operacijskog sustava.

### Mac OS X
Za Mac OS desetku (X) vrijedi sve napisano za Linux, s obzirom na to da je Mac OS X bazirana na BSD Unixu, 

### Microsoft Windows
Izvršne datoteke na Windowsima nekoć su mogle imati tri imena:
- .BAT - ekvivalent Unix shell skriptama
- .COM - binarni oblik, do 64 kB
- .EXE - binarni oblik, preko 64 kB

## Poveznice
- Izvršni softver - srodan pojam, čini ga jedna izvršna datoteka ili skup izvršnih datoteka, biblioteka kôda i ostalih datoteka, koje sve imaju specifičnu namjenu.
- Aplikacija